# Camille de Rauville
Pour les articles homonymes, voir Rauville.
Camille de Rauville est un écrivain mauricien de langue française né à Rose-Hill en 1910 et mort en 1986. Auteur de plusieurs travaux relatifs à la littérature de l'océan Indien, dont une anthologie parue en 1955, il est, à partir des années 1960, le promoteur de l'indianocéanisme, néologisme qui désigne une idéologie humaniste issue du sud-ouest de l'océan Indien.